# Kirił Miłow
Kirił Milenow Miłow (bułg. Кирил Миленов Милов, ur. 27 stycznia 1997) – bułgarski zapaśnik walczący w stylu klasycznym. Dwukrotny olimpijczyk. Zajął ósme miejsce w Tokio 2020 w kategorii 97 kg i dziewiąte w Paryżu 2024 w kategorii do 130 kg.
Srebrny medalista mistrzostw świata w 2018 i 2022. Mistrz Europy w 2022 i 2025; drugi w 2019 i 2023; trzeci w 2024. Piąty w indywidualnym Pucharze Świata w 2020. Wicemistrz igrzysk młodzieży w 2014. Mistrz Europy kadetów w 2014 roku.